# Bojan Kodrič
Bojan Kodrič (Mahićno, 30. svibnja 1937.) hrvatski je pjevač zabavne glazbe, kantautor i pjesnik. Kao estradni umjetnik nastupao je na brojnim koncertima u Hrvatskoj, na prostoru nekadašnje Jugoslavije, u Mađarskoj, Austriji i drugim zapadnoeuropskim zemljama, Sjedinjenim Američkim Državama te također u zemljama nekadašnjeg Sovjetskog Saveza.

## Životopis
Bojan Kodrič odrastao je u Zagrebu. Glazbom se počeo baviti već u drugom razredu pučke škole. Njegovu nadarenost otkrila je profesorica glazbe Nada Šir, koja ga je uključila u školski zbor i omogućila mu nastupanje na raznim glazbenim priredbama u Zagrebu, kao i u dječjem programu tadašnjeg Radio Zagreba. Tamo ga je zapazio voditelj Ansambla LADO, pa je Kodrič već kao trinaestogodišnjak počeo nastupati i putovati s ansamblom.  
Nakon punoljetnosti počinje nastupati na raznim plesnjacima s članovima vokalno-instrumentalnog sastava "Talasi" iz zagrebačke Kustošije. S uspjehom je nastupao i na manifestacijama "Prvi pljesak" u Zagrebu i "Mikrofon je Vaš" u Puli (1958.), gdje je izveo Baladu o crnom zlatu.
Nakon odsluženja vojnog roka u Puli i povratka u Zagreb, za televiziju snima pjesmu Zvonimira Goloba Otkako si otišla ti. Nakon toga njegova popularnost značajno raste i počinje nastupati na festivalima i koncertima diljem zemlje. Između ostalih nastupao je na Festivalu kajkavske popevke u Krapini, Zagrebačkom festivalu, te Opatijskom festivalu.
Uz druge pjevače, poput Ive Robića, Radojke Šverko i Majde Sepe, sudjeluje na četrdesetdnevnoj turneji po zemljama Sovjetskog Saveza. Tamo je postao osobito popularan te je više puta bio ponovno pozivan na turneje. U razdoblju od 15 godina ostvario je 25 turneja. Tamo je također snimio i značajan broj pjesama na ruskom jeziku te često gostovao na mnogim radijskim i televizijskim postajama.
Nakon osamostaljenja Hrvatske bio je dragovoljac Domovinskog rata kao pripadnik 150. brigade Hrvatske vojske. Od 2000. godine Kodrič je angažiran i kao zagrebački gradski vijećnik. Dobitnik je Medalje Grada Zagreba 2008.

## Festivali
- 1967. Slovenska popevke - Pobegle note
- 1968. Zagreb - Barokni valcer / Zašto si tužna
- 1969. Vaš šlager sezone, Sarajevo - Crveno svjetlo
- 1970. Vaš šlager sezone, Sarajevo - Sve što želim
- 1970. Zagreb - Kada umire ljubav
- 1970. Slavonija - Moja seka
- 1971. Split - Nedostaje mi ljeto
- 1971. Slavonija - U znamenju maka
- 1972. Krapina - Angeluš
- 1972. Slavonija - Nadmetanje
- 1973. Zagreb - Najljepše riječi
- 1974. Krapina - Vrni se mama
- 1975. Zagreb - Prvi život
- 1976. Beogradsko proleće- Annabell Lee
- 1976. Slavonija - Hej što volim
- 1976. Krapina - Vrnol se bodem
- 1977. Slavonija - Hej komšinice varala si mene
- 1978. Slavonija - Pravi bećar
- 1986. Krapina - Stari grad
- 1988. Krapina - Tak je, kak

## Djela

### Diskografija
Izbor iz diskografije Bojana Kodriča.

#### Singlploče
- Kada Umire Ljubav / Gledao Sam Te Kako Spavaš (1970.)
- Nedostaje Mi Ljeto / U Znamenju Maka, (1971.)
- Мелодии Друзей (Melodije prijatelja, 1972.)
- Angeluš (1972.)
- Stani Bar Za Tren / Najljepše Riječi (Darko Domijan/Bojan Kodrič, 1973.)
- Prvi Život / Otišla Je Sara (1975.)
- Annabel Lee / Vrnol Se Bodem (1977.)
- Silbo ljubavi moja (2010.)

#### EPploče
- Dani mržnje, dani sreće (1968.)

#### Albumi(LP ploče)
- From Russia With Love (1974.)
- Поет Боян Кодрич (Pjevač Bojan Kodrič) (1981.)
- Kak taubeka dva (s tamburašima Andrije Čabaja; 1987.)

### Pjesništvo
Kodrič je 1983. godine izdao zbirku kajkavskih stihova posvećenih Zagrebu, Zagreb, moje gnezdo, koja je, u tadašnjoj jugoslavenskoj državi bila cenzurirana. Kasnije, povodom 900. obljetnice Grada Zagreba, ponovno (s manjom dopunom) izdaje iste pjesme pod nazivom Zagrebu kušlec (1997.). Zbirka sadrži deset pjesama i pisana je zagrebačkim kajkavskim narječjem.